# Форнетка
Форнетка (пол. Fornetka) — село в Польщі, у гміні Шиплішки Сувальського повіту Підляського воєводства.
Населення — 115 осіб (2011).
У 1975-1998 роках село належало до Сувальського воєводства.

## Демографія
Демографічна структура станом на 31 березня 2011 року:
|          | Загалом | Допрацездатний вік | Працездатний вік | Постпрацездатний вік |
| -------- | ------- | ------------------ | ---------------- | -------------------- |
| Чоловіки | 70      | 20                 | 42               | 8                    |
| Жінки    | 45      | 13                 | 21               | 11                   |
| Разом    | 115     | 33                 | 63               | 19                   |